# Glaucopsyche marchandii
Glaucopsyche marchandii är en fjärilsart som beskrevs av Jean Baptiste Boisduval 1833. Glaucopsyche marchandii ingår i släktet Glaucopsyche och familjen juvelvingar. Inga underarter finns listade i Catalogue of Life.